# فرودگاه تامباکوندا

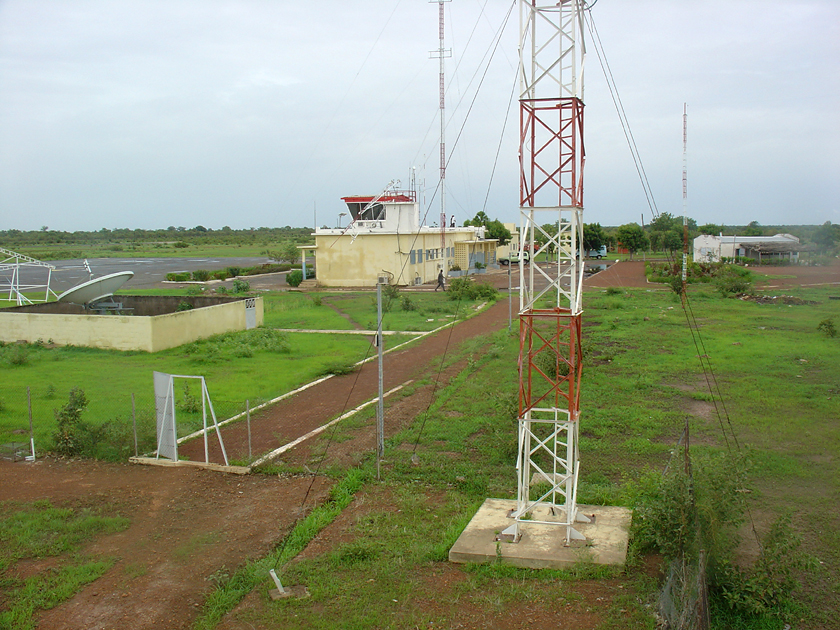
پایانه هوایی تامباکوندا سنگال

فرودگاه تامباکوندا (به انگلیسی: Tambacounda Airport) یک فرودگاه همگانی با کد یاتا TUD است که یک باند فرود آسفالت دارد و طول باند آن ۲۰۰۰ متر است. این فرودگاه در کشور سنگال قرار دارد و در ارتفاع ۴۹ متری از سطح دریا واقع شده است.